# Stazione meteorologica di Apice
La stazione meteorologica di Apice è la stazione meteorologica di riferimento relativa alla località di Apice.

## Coordinate geografiche
La stazione meteo si trova nell'Italia meridionale, in Campania, in provincia di Benevento, nel comune di Apice, a 250 m s.l.m. e alle coordinate geografiche 41°07′N 14°56′E.

## Dati climatologici
In base alla media trentennale di riferimento 1961-1990, la temperatura media del mese più freddo, gennaio, si attesta a +7,2 °C; quella del mese più caldo, agosto, è di +24,6 °C.
| Apice                 | Mesi | Mesi | Mesi | Mesi | Mesi | Mesi | Mesi | Mesi | Mesi | Mesi | Mesi | Mesi | Stagioni | Stagioni | Stagioni | Stagioni | Anno |
| Apice                 | Gen  | Feb  | Mar  | Apr  | Mag  | Giu  | Lug  | Ago  | Set  | Ott  | Nov  | Dic  | Inv      | Pri      | Est      | Aut      | Anno |
| --------------------- | ---- | ---- | ---- | ---- | ---- | ---- | ---- | ---- | ---- | ---- | ---- | ---- | -------- | -------- | -------- | -------- | ---- |
| T. max. media (°C)    | 10,6 | 11,7 | 14,0 | 18,5 | 22,9 | 27,1 | 30,5 | 30,9 | 26,9 | 20,8 | 15,2 | 12,2 | 11,5     | 18,5     | 29,5     | 21,0     | 20,1 |
| T. media (°C)         | 7,2  | 7,8  | 9,7  | 13,6 | 17,4 | 21,3 | 24,2 | 24,6 | 21,2 | 16,2 | 11,7 | 9,0  | 8,0      | 13,6     | 23,4     | 16,4     | 15,3 |
| T. min. media (°C)    | 3,8  | 3,8  | 5,5  | 8,8  | 12,0 | 15,4 | 17,8 | 18,3 | 15,6 | 11,7 | 8,2  | 5,8  | 4,5      | 8,8      | 17,2     | 11,8     | 10,6 |
| T. max. assoluta (°C) | 18,5 | 18,5 | 20,6 | 28,0 | 33,0 | 37,0 | 39,0 | 40,0 | 35,0 | 28,1 | 20,2 | 18,0 | 18,5     | 33,0     | 40,0     | 35,0     | 40,0 |
| T. min. assoluta (°C) | −1,8 | −3,2 | −1,8 | 3,0  | 6,0  | 10,2 | 13,8 | 15,0 | 10,5 | 6,9  | 1,0  | −0,3 | −3,2     | −1,8     | 10,2     | 1,0      | −3,2 |